# Biserica de lemn din Obislavu

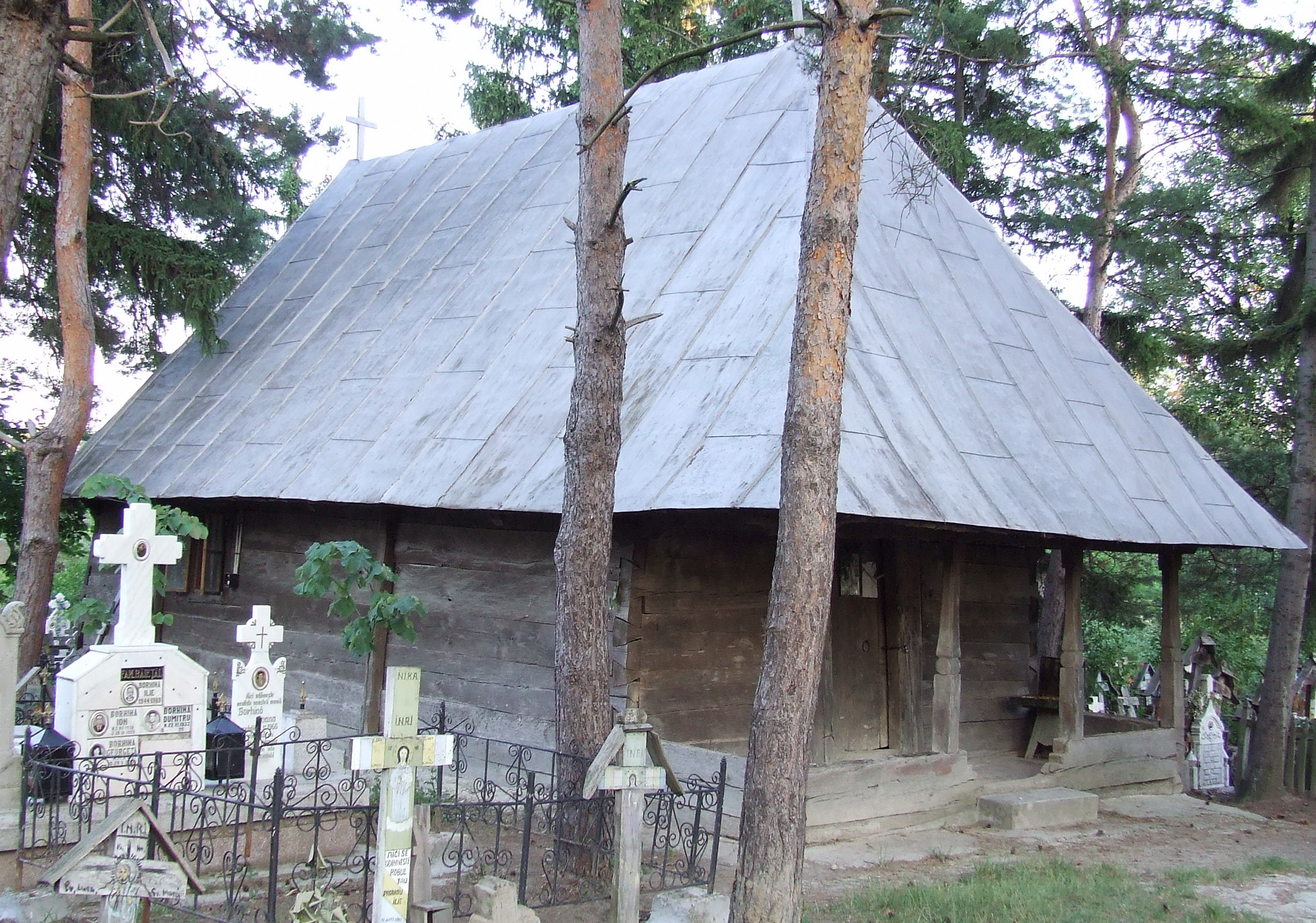
Biserica de lemn din Obislavu, foto: 2009

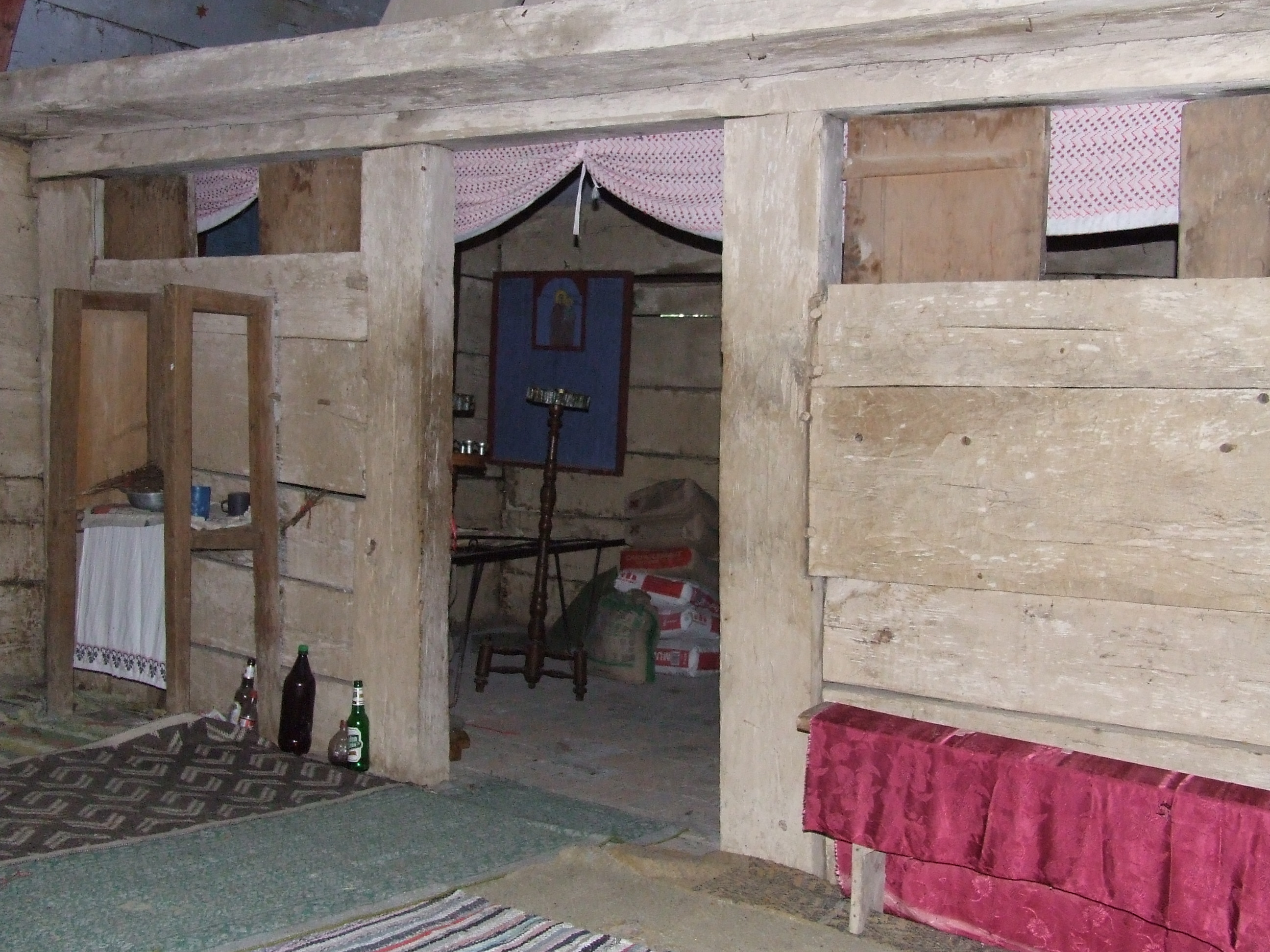
Trecerea din pronaos în naos. Vedere din naos. Foto: 2009

Biserica de lemn din Obislavu datează din anul 1768 și este înscrisă pe lista monumentelor istorice cu cod LMI VL-II-m-B-09838.